# Galaz (Marocco)
Galaz  (in arabo كلاز‎?) è un centro abitato e comune rurale del Marocco situato nella provincia di Taounate, regione di Fès-Meknès. Conta una popolazione di 17 333 abitanti (censimento 2014).